# Colosse de Barletta
Le Colosse de Barletta est une grande statue de bronze d'un empereur romain tardif actuellement installée à Barletta, dans le sud de l'Italie. Elle fait presque trois fois la taille humaine, soit 5,11 m.

## Histoire
La statue a officiellement été recueillie après le naufrage d'un navire de la république de Venise de retour du sac de Constantinople de 1204, lors de la quatrième croisade, mais il n'est pas impossible qu'elle soit arrivée en Occident plus tôt. L'identité de l'empereur représenté est incertaine. Selon la tradition, il s'agirait d'Héraclius (qui a régné de 610 à 641), ce qui est hautement improbable du point de vue de l'histoire et de l'histoire de l'art. Il est plus probable qu'il s'agisse d'une statue de Théodose II (règne de 408 à 450), statue qui aurait été érigée à Ravenne en 439, ou de Flavius Honorius (règne de 393 à 423), de Valentinien Ier (r. 364–375), Marcien (r. 450–457), Justinien Ier (r. 527–565) ou particulièrement Léon le Thrace (r. 457–474). 
On sait qu'une statue colossale a été découverte en 1231-1232 à Ravenne lors de fouilles ordonnées par l'empereur germanique Frédéric II, et il est possible qu'il l'ait fait transporter dans ses terres d'Italie du Sud. Ce qui est sûr, c'est qu'en 1309, les dominicains locaux ont utilisé une partie de ses jambes et de ses bras pour fondre des cloches. Les parties manquantes ont été rajoutées au XVe siècle.

## Description
La statue représente un empereur barbu, reconnaissable à son diadème impérial et à son geste d'autorité, qui évoque un discours, le bras droit levé tenant une croix (ajoutée lors de la restauration de la statue au XIVe siècle).  Il porte une cuirasse sur une courte tunique. Son manteau est drapé sur son épaule gauche, une convention iconographique qui remonte à l'empereur Auguste. Sa main gauche étendue tient actuellement un orbe. Son diadème est orné d'un joyau gothique similaire à celui porté par l'impératrice Eudoxie († 404).